# Golovica
Golovica (nemško Wölfnitz) je naselje v Občini Grebinj v Okraju Velikovec na Koroškem v Avstriji.